# Časopis FOTO
Časopis FOTO (také jen FOTO) je odborný časopis, jehož hlavním tématem je fotografická tvorba. Vznikl v dubnu roku 2012.
K redaktorům časopisu patří mj. zakládající šéfredaktor Tomáš Hliva, zástupce šéfredaktora Martina Grmolenská a přispěvatelé Vladimír Birgus, Petr Vilgus nebo Josef Moucha.
V prvních číslech vyšly mimo jiné rozhovory s rodinou Antonína Kratochvíla nebo s Martinem Wágnerem.
FOTO se v roce 2012 stalo mediálním partnerem české části fotografické soutěže Wiki miluje památky. Mimo to je tradičním hlavním mediálním partnerem Měsíce fotografie a OFF festivalu v Bratislavě.